# Miss Ledyia
Miss Ledyia o Miss Ledya és la primera pel·lícula de ficció gallega coneguda, rodada el 1916. Va ser dirigida per Xosé Gil y Gil, amb guió de Rafael López de Haro, i dura 20 minuts.

## Argument
La història, molt influenciada per la popularíssima sèrie de cinema de Louis Feuillade en aquella època, explica l’arribada a Pontevedra de Miss Ledyia Katson i el seu oncle milionari dels Estats Units d'Amèrica i la seva estada a l'illa d'A Toxa. Allà coincideixen amb els reis de Suàbia que són d'incògnit i que també són amenaçats per l'arribada d'un anarquista, que té intenció de realitzar un atac, en una clara referència a l'assassinat de Sarajevo que va desencadenar la Primera Guerra Mundial.

## Característiques

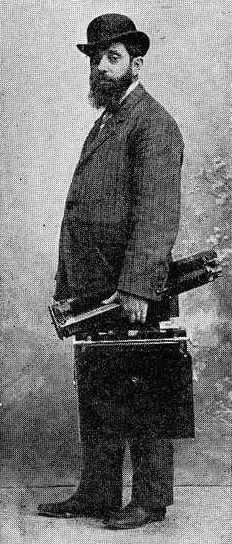
El director Xosé Gil

Fou rodada a l'illa d'A Toxa, al balneari del riu Lérez a Monte Porreiro (Pontevedra), i també a A Caeira i Portosanto (Poio). Es va estrenar el 3 de març de 1916 al Teatro Principal de Pontevedra.
Només es conserva una còpia de la pel·lícula que va estar al Museu Provincial de Pontevedra fins al 1996 quan es va transferir a la Filmoteca Espanyola. Actualment es troba al Centro Galego de Artes da Imaxe, que va restaurar la còpia.

## Intèrprets
Els actors, aficionats, pertanyien a la burgesia de Pontevedra. Apareixen per ordre d'aparició als crèdits: 
- Fefa Sandoval (Miss Ledyia)
- Marina Fonseca (Márgara)
- Petra Gaztambide
- Lola Quiñones
- Margarita Berbén (Miss Katia)
- Clara Sobrino
- Fausto Otero (Rusquin)
- Castelao (pastor protestant)
- Víctor Cervera Mecadillo (Míster Katzon)
- Isidoro Millán
- Félix Rojas
- Manuel Espárrago
- Antonio Blanco Porto (Carlos)